# Sintești (okręg Ilfov)
Sintești – wieś w Rumunii, w okręgu Ilfov, w gminie Vidra. W 2011 roku liczyła 2936 mieszkańców.